# Atelier

L'atelier del pittore, di Gustave Courbet

Atelier (plurale ateliers) è una parola francese che significa laboratorio di un artigiano, soprattutto nel campo della sartoria e dell'alta moda.
Si tratta di un termine passato già dal XVIII secolo nel campo delle arti; per estensione, infatti, il termine indica lo studio nel quale lavora un artista, in special modo un pittore, realizzando e poi conservando le proprie pittura su tela, sorrette da cavalletti. 
L'atelier (o bottega) è stato il luogo di lavoro più comune per i pittori e scultori europei dal medioevo fino al diciannovesimo secolo. 
Specialmente dalla fine dell'Ottocento la pittura "negli ateliers" è stata contrapposta alla pittura "en plein air", ovvero praticata all'aperto; la pittura en plen air era l'unica ammessa dai pittori impressionisti — in particolare da Pissarro, Monet, Sisley e Renoir, mentre era rifiutata da Degas — perché era l'unico mezzo per cogliere ogni particolare sfumatura di luce naturale, oltre che più comoda per la realizzazione di paesaggi.
Lo stesso termine, adottato dalle arti più recenti, ha assunto analoghi significati, indicando per esempio lo studio del fotografo, come pure del sarto d'alta moda e dello stilista nonché del modista.